# Marca de Toscana
La marca (o margraviato) de Toscana, o Tuscia, fue una marca fronteriza situada en la Italia central, dentro del Reino de Italia carolingio, y limitaba con los Estados Pontificios por el sur y el este, por el oeste con el mar de Liguria y con el resto del reino de Italia por el norte. Fue una creación carolingia, sucesora del ducado de Tuscia lombardo. La marca misma estaba compuesta por una colección de condados, principalmente a lo largo del río Arno, centrada alrededor del condado de Lucca, que fue denominado en algunas ocasiones como ducado.
El primer margrave toscano fue Adalberto I (de la familia nobiliaria de los Bonifacios), al que Luis II el Joven, rey de Italia desde 839, le concedió el título en 846. Antes de él, su padre y abuelo, Bonifacio II y Bonifacio I respectivamente, habían controlado la mayor parte de los condados de la región y habían obtenido también altos títulos en el Reino de Italia carolingio, como por ejemplo prefecto de Córcega o duque de Lucca. Los Bonifacios ocuparon la Marca hasta 931. Entre finales del siglo IX y principios del siglo X, el apoyo de los margraves de Toscana fue necesario para cualquier candidato que intentara convertirse en rey de Italia.
En 931, Hugo de Arlés (de la familia nobiliaria de los Bosónidas), que se había nombrado a sí mismo rey de Italia, desposeyó a los Bonifacios de la marca de Toscana, en un intento por consolidar su poder en todos los feudos importantes de Italia mediante la entrega a sus parientes. Hugo concedió Toscana a su hermano Boso. La Marca permaneció en manos de los miembros de la familia bosónida hasta el año 1001. La Marca también conservó su influencia en las elecciones reales al trono de Italia. Tan tarde como 1027, Raniero fue depuesto de la Marca por el emperador Conrado II por oponerse a él como Rey coronado de Italia y Emperador del Sacro Imperio Romano Germánico.
En 1027, Toscana pasó a la casa de Canossa. Bonifacio III utilizó el título dux et marchio: duque y margrave. Fue un aliado de los emperadores del Sacro Imperio, pero su poder llegó a ser tan grande que amenazó al que tenían los emperadores como reyes de Italia. Bonifacio III de Toscana unió a la marca de Toscana los territorios que provenían de la Casa de Canossa, que estaban en gran parte en la Emilia, y los legó a su hija Matilde. Además de sus extensas posesiones en la región de la Emilia-Romaña, Toscana, sometida a arrendamiento feudal, era la posesión más importante de Matilde de Toscana y la manejó a beneficio del Papado en la querella de las Investiduras. Después de la muerte de Matilde en 1115 sin herederos directos, no se designó a ningún otro margrave y la era de los príncipes feudales terminó en la Italia norteña, para ser sustituida por el dominio de las ciudades-estado, las repúblicas marítimas y las comunas medievales.